# Сроковский, Станислав (поэт)
Станислав Сроковский (пол. Stanisław Srokowski; 29 июня 1936, Гнильче) — польский поэт, прозаик, публицист, драматург, литературный критик, журналист.

## Биография
Родился в крестьянской семье. В 1945 с семьёй был переселен с Западной Украины в район Щецина. В 1954 за отказ вступления в ПОРП, исключён из Высшей школы дипломатической службы. Учительствовал в сельских школах.
После окончания в 1960 г. филологического факультета педагогического института в Ополе работал журналистом в еженедельнике «Wiadomości» (1970—1981). В 1990—1993 гг. — преподаватель Вроцлавского университета.
С 1995 — главный редактор созданной им газеты для детей и юношества «Новые лица» («Nowe Twarze»). Много лет входил в Союз польских литераторов, ныне — член Ассоциации польских переводчиков.

## Творчество
Дебютировал как поэт и прозаик в 1958 году.
Автор более 50 книг поэзии и прозы, в том числе, для детей («Bajki Ezopa», «Przygody Odyseusza», «Wojna trojańska»).
Лауреат многих премий, в частности международной премии POLCUL (Австрия), премии им. Станислава Пентака, премии Литературного Фонда и пр.
Повесть Станислава Сроковского «Репатрианты» в 1988 г. была признана польскими читателями книгой года. Последние повести «Украинский любовник» (Ukraiński kochanek, 2008) и «Предательство» (Zdrada, 2009) посвящены событиям 1943 года на западноукраинских землях, сопровождавшихся массовым уничтожением Украинской повстанческой армией-ОУН(б) этнического польского гражданского населения (волынской резни).

## Избранные произведения

### Проза
- Przyjść, aby wołać, 1976
- Fatum, 1977
- Lęk, 1978 (издание II, 1988, издание III 1997)
- Nieobecny, 1978
- Wtajemniczenie, 1981
- Sen Belzebuba, 1982
- Duchy dzieciństwa, 1985
- Repatrianci, 1988, 1989
- Chrobaczki, 1989
- Płonący motyl, 1989
- Ladacznica i chłopcy, 1991
- Gry miłosne, 1997
- Czas diabła, 1999
- Anioł Zagłady, 2000
- Ukraiński kochanek, 2008
- Zdrada, 2009
- Ślepcy idą do nieba, 2011
- Barbarzyńcy u bram,2012
- Spisek barbarzyńców, 2015

### Поэзия
- Ścięte ptaki, 1967
- Rysy, 1968
- Strefa ciszy, 1968
- Akty, 1971
- Ty, 1971
- Ptaki nocy, ptaki miłości, 1978
- Cztery pory domu, 1980
- Świadectwo urodzenia, 1981
- Zjadanie, 1985
- Miłość i śmierć, 2005
- Liryki, 2009

## Пьесы и киносценарии
- Gałązka jaśminu,
- Aktorka,
- Cienie,
- Ściana,
- Drzwi,
- Dwoje,
- Dziadek